# Bankerot (tv-serie)
 For alternative betydninger, se Bankerot (flertydig). (Se også artikler, som begynder med Bankerot)
Bankerot er en dansk tv-serie produceret af Danmarks Radio. Den første sæson blev sendt i efteråret 2014, og den anden sæson bliver sendt fra januar 2015. Første sæson blev sendt i samme periode som den meget omtalte dramaserie 1864 blev sendt. Serien handler om forskellige skæve eksistenser.
Tv-serien har manuskript af Kim Fupz Aakeson og Henrik Ruben Genz fungerer som instruktør.
Producere er Malene Blenkov og Morten Fisker fra Sebasto Film, mens serien er fotograferet af Jørgen Johansson.
Som et forsøg gjorde DR for første gang nogensinde alle afsnit tilgængelige som streaming inden premieren. Konceptet kendes fra streamingtjenester som Netflix, og fra d. 22. december 2014 kunne man streame alle afsnit, mens anden sæson først blev sendt i januar 2015.

## Medvirkende
- Martin Buch
- Esben Dalgaard Andersen
- Viktor Lykke Clausen
- Nicolas Bro
- Lars Brygmann
- Lærke Winther Andersen
- Finn Nielsen

## Modtagelse
Politiken gav efter de første afsnit 4/6 hjerter og både Filmmagasinet Ekko og Soundvenue gav ligeledes 4/6 stjerner.